# Jestřebí (ort i Tjeckien, lat 50,61, long 14,58)
Jestřebí är en ort i Tjeckien. Den ligger i den norra delen av landet, 60 km norr om huvudstaden Prag. Jestřebí ligger 261 meter över havet och antalet invånare är 783.
Terrängen runt Jestřebí är huvudsakligen platt, men västerut är den kuperad. Jestřebí ligger nere i en dal.Runt Jestřebí är det ganska tätbefolkat, med 62 invånare per kvadratkilometer. Närmaste större samhälle är Česká Lípa, 9,2 km norr om Jestřebí. I omgivningarna runt Jestřebí växer i huvudsak blandskog.